# كريستينا كيلي
كريستينا كيلي (بالإنجليزية: Christina Kelly)‏ هي ممثلة أمريكية، ولدت في 13 نوفمبر 1991 في مقاطعة أورانج في الولايات المتحدة.

## وصلات خارجية
- الموقع الرسمي
- كريستينا كيلي على موقع IMDb (الإنجليزية)